# 一色亜莉沙
一色 亜莉沙 (いっしき ありさ、1988年9月9日 -）は、日本の実業家、タレント、元レースクイーン、元グラビアアイドル、元ライブアイドル 。芸能プロダクション ONE COLOR（ワンカラー）の代表を務める。愛称はアリベル。

## 来歴・人物
2008年『恋のから騒ぎ』（日本テレビ系）15期生。「スージー」の愛称で親しまれた。グラビア、タレント、アイドル、レースクイーン等で活動。
千葉県立幕張総合高等学校卒業、東海大学文学部ヨーロッパ文明学科中退。趣味はパチスロ、プロレス、競馬、競輪。特技はチアリーディング（全国大会優勝）。ZAKZAKのアイドル企画ZAK THE QUEEN 2013に出場した。
2022年、週刊実話のインタビューでシングルマザーであることを明らかにした。

## 活動

### ライブアイドル
2014年からキャバ嬢ユニット、アイドル☆ピット、その後2.5次元ユニット「愛夢GL TOKYO」のNEOアリカーベル（愛称：アリベル）として活動。
- 2015年4月の結成時から参加。
- 2019年10月、シングルCD「LimitGamer」をキングレコードからメジャーデビュー[6]。
- 2020年2月25日の渋谷duoでのライブをもってグループを卒業し、所属事務所の社長業など裏方に専念しつつ、タレント活動は継続中。現在ライブ配信アプリ「Pococha」でトップライバーとして配信中。

### レースクイーン
| 年     | カテゴリー                | チーム名                | 他メンバー                                        |
| ------ | ------------------------- | ----------------------- | ------------------------------------------------- |
| 2011年 | 全日本ロードレース選手権  | TBBサーキットレディ     |                                                   |
| 2012年 | スーパー耐久シリーズ      | RSオガワ レースクイーン | 佐伯みゆ、Moe、モスタルディーニ・エリカ、狭山ゆき |
| 2015年 | 鈴鹿8時間耐久ロードレース | AKENO SPEED GAL         | 今村知可                                          |
| 2016年 | 鈴鹿8時間耐久ロードレース | AKENO SPEED GAL         | 今村知可                                          |
| 2017年 | 全日本ロードレース選手権  | AKENO SPEED GAL         | 今村知可                                          |
| 2018年 | 鈴鹿8時間耐久ロードレース | AKENO SPEED RACING GAL  | 今村知可                                          |
| 2019年 | 全日本ロードレース選手権  | AKENO SPEED GAL         | 今村知可                                          |

## 出演

### テレビ番組
- すすめ!!パチスロリーグ（2009年4月25日 、MONDO TV）
- 志村屋です。（2009年9月4日 、フジテレビ）
- イベントコンパニオン大暴露八兵衛（2011年7月28日 、テレビ東京）
- くだまき 八兵衛 X（2011年7月29日 、テレビ東京）
- どスケベアイドルNO.1は誰だ!?（2012年1月5日 、テレビ東京）
- 千原芸能社（2012年2月16日 、関西テレビ）
- なんだ君は!?TV（2012年8月13日 、TBS）
- 私の何がイケないの? （2012年12月3日 、TBS）
- 女社長の天国と地獄スペシャル/美に大金をつぎこむやりすぎビューティー続々登場SP（2012年12月23日 、TBS）
- 僕らが考える夜 有吉 VS 花の熟女バトル ! アリババ（2013年1月6日 、フジテレビ）
- アイドル☆ピット シーズン3（2013年10月1日 ~ 2013年12月17日、エンタメ〜テレ）
- ビキニで過激ラビパ!（2014年8月13日 、フジテレビ）
- 僕らが考える夜（2015年6月25日 、フジテレビ）
- しゃべくり007（2022年6月6日 ）

### インターネットテレビ
- 坂上忍とワケあり女　～こんな私にいくら貸してくれますか？～（2014年4月27日 、dTV）

- ムカつく女にお仕置きするTV 美人泣顔（2017年4月26日 、dTV）

## 作品

### DVD
- カラフル（2012年12月28日、竹書房）
- Color for you gradation（2015年5月29日、グラッソ）